# فاغنر شوارتز
فاغنر شوارتز (بالبرتغالية: Wagner Schwartz‏) هو مصمم رقص برازيلي، ولد في 2 ديسمبر 1972 في فولتا ريدوندا في البرازيل.